# Bohnenberger (kráter)

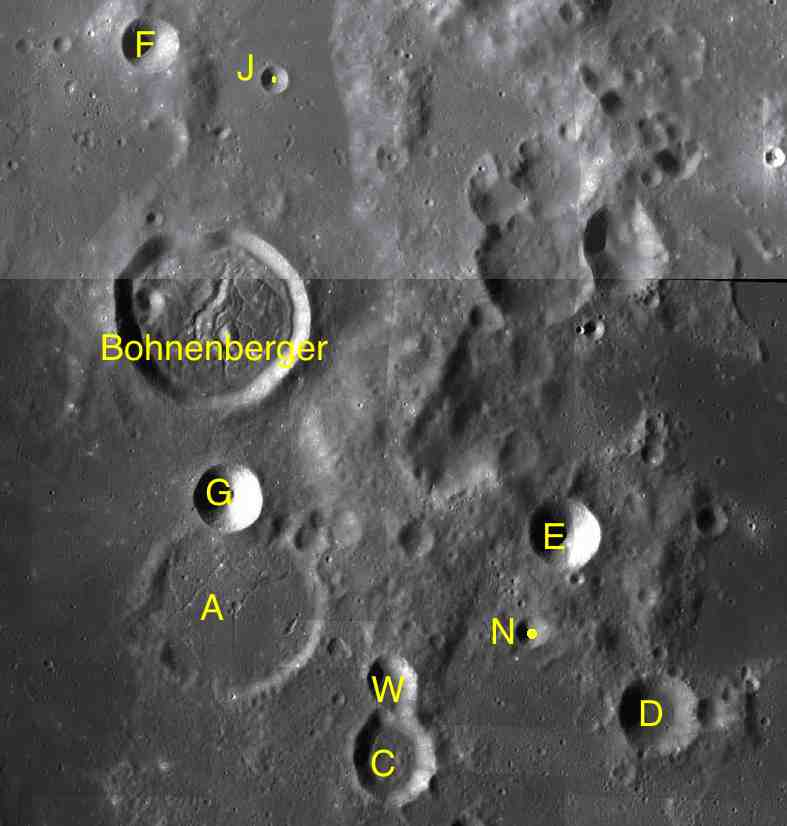
Kráter Bohnenberger a okolí.

Bohnenberger je kráter o průměru 33 km nacházející se na východním okraji Mare Nectaris (Moře nektaru) a na západním úpatí pohoří Montes Pyrenaeus (Pyreneje) na přivrácené straně Měsíce. Dno kráteru je poměrně členité, u vnitřního západního okrajového valu se nachází malý kráter.
Západo-jihozápadně se v Mare Nectaris nachází nevelký impaktní kráter Rosse.

## Název
Je pojmenován podle německého astronoma a matematika Johanna Gottlieba Friedricha von Bohnenbergera.

## Satelitní krátery
V okolí kráteru se nachází několik dalších kráterů. Ty byly označeny podle zavedených zvyklostí jménem hlavního kráteru a velkým písmenem abecedy.
| Bohnenberger | Sel. šířka | Sel. délka | Průměr |
| ------------ | ---------- | ---------- | ------ |
| A            | 17.8° J    | 40.1° V    | 30 km  |
| C            | 18.5° J    | 41.1° V    | 16 km  |
| D            | 18.3° J    | 42.6° V    | 14 km  |
| E            | 17.4° J    | 42.1° V    | 13 km  |
| F            | 14.7° J    | 39.6° V    | 10 km  |
| G            | 17.2° J    | 40.1° V    | 12 km  |
| J            | 14.8° J    | 40.3° V    | 5 km   |
| N            | 17.9° J    | 41.9° V    | 6 km   |
| P            | 19.1° J    | 41.4° V    | 11 km  |
| W            | 18.2° J    | 41.1° V    | 10 km  |